# Озерки (Правдинский район)
Озерки́ — посёлок в Правдинском районе Калининградской области. Входит в состав Железнодорожного городского поселения.

## География
Посёлок Озерки расположен на правом берегу Мазурского канала (со шлюзом Озерки на отметке в 19,8 км канала), в 9 км к северо-востоку от административного центра городского поселения, посёлка Железнодорожного.

## История
26 января 1945 года Георгенфельде был взят войсками 3-го Белорусского фронта, в 1947 году переименован в поселок Озерки..

## Население
В 1910 году в Георгенфельде проживали 202 человека.
| 2002 | 2010 |
| ---- | ---- |
| 99   | ↘81  |